# رابطة الأدباء الكويتيين
رابطة الأدباء الكويتيين تأسست في نوفمبر عام 1964 ومقرها العديلية وأشهرت بقرار من وزارة الشؤون الاجتماعية والعمل تحت رقم 33 بتاريخ 31-1-1965م

## المؤسسون
1. يوسف السيد هاشم الرفاعي
2. عبد الصمد تركي
3. عبد المحسن الرشيد
4. عبد الله سنان
5. يعقوب يوسف الغنيم
6. عبد الله الدويش
7. فهد الدويري
8. فاضل خلف التيلجي
9. هداية السلطان
10. محمد عبد المحسن البداح
11. على السبتي

هذا ويتكون مجلس الإدارة من سبعة أعضاء وتبدأ السنة المالية للرابطة من أول يناير وتنتهي في آخر ديسمبر من كل عام – وتجتمع الهيئة العامة اجتماعها السنوي في شهر يناير من كل من كل عام (مرة واحدة) وبهذا الإشهار تكون الرابطة قد اكتسبت الشخصية الاعتبارية اعتبار من تاريخه
وقد اتخذت الرابطة فور قيامها (مسرح الدسمة) مقراً لها مؤقتاً. وبعد مدة، انتقلت إلى مقرها الجديد في منطقة العديلية، وهم بناء صمم خصيصاً لها. وللرابطة مجلس إدارة وهيئة عمومية من المنتسبين. وقامت الرابطة بنشاطات كثيرة، أهمها: إصدار مجلة أدبية شهرية باسم (البيان) صدر العدد الأول منها في شهر أبريل 1966 ولا تزال تصدر في مطلع كل شهر وتتلقى الرابطة مساعدات مالية  من وزارة الشؤون الاجتماعية والعمل أسوة بغيرها من الجمعيات والأندية.

## رؤساء الرابطة منذ التأسيس
- عبد المحسن الرشيد 1965 – 1966
- عبد الله الحاتم 1966 – 1967
- خالد سعود الزيد 1967 – 1973
- أحمد السقاف 1973 – 1976 + 1978 – 1984
- د.سليمان الشطي 1984 – 1986
- د.عبد الله محمد العتيبي 1986 – 1988 + 1990 – 1992
- د.خليفة الوقيان 1988 – 1990
- د.خالد عبداللطيف رمضان 1993 – 1999 + 2009 – 2010
- د.عبد الله خلف 1999 – 2007
- حمد عبدالمحسن الحمد 2007 – 2009
- د.خالد الشايجي 2010 – 2011
- د. عادل محمد العبد المغني 2011 – 2012
- صالح خالد المسباح  2012 – 2013
- طلال الرميضي - 2013- إلى الآن

## أعضاء مجلس الإدارة الحالي
- د.خالد عبداللطيف رمضان - الأمين العام
- أمل عبد الله   -  أمين السر
- ا. عبد العزيز التويجري -  أمين الصندوق
- د.خلف حمود الخطيمي   -  رئيس أكاديمية الأدب
- ا.مزيد مبارك المعوشرجي   -  رئيس لجنة العلاقات العامة والإعلام
- د.محمد حمود البغيلي - رئيس اللجنة الثقافية
- ا.عبداللطيف الخصر   رئيس اللجنة الاجتماعية

## وصلات خارجية
- الموقع الإلكتروني:http://alrabeta.net
- حساب تويتر:https://twitter.com/#!/rabetaq8
- حساب إنستغرام:https://instagram.com/rabetaq8